# Piotr Aven
Piotr Olegovitch Aven (en russe : Пëтр Олегович Авен), né le 16 mars 1955, est un oligarque, homme d'affaires, économiste et homme politique russe.
Avec une fortune personnelle estimée à 4 200 millions de dollars, il est classé 41e dans la liste des milliardaires de Forbes Russie publiée en avril 2023.

## Biographie
Jusqu'en mars 2022, il dirigeait Alfa-Bank, la plus grande banque commerciale de Russie. En mars 2022, il a démissionné du conseil d'administration d'Alfa-Bank et de LetterOne Group pour les aider à éviter les sanctions.
Piotr Aven fait partie du cercle restreint de Vladimir Poutine. En 2022, Aven a été inclus dans les sanctions de l'UE imposées à la suite de l' invasion russe de l'Ukraine en 2022. Il a critiqué les sanctions, alléguant qu'elles avaient été appliquées sur une "base fallacieuse et sans fondement".
En 2021, il a été nommé la 529e personne la plus riche du monde, avec une valeur nette d'environ 5,3 milliards de dollars.
En avril 2022, un tableau du peintre Piotr Kontchalovski appartenant à Piotr Aven est saisi par la France. L'œuvre faisait partie de l’exposition « Icônes de l’art moderne », qui s’est tenue de septembre 2021 à avril 2022 à la Fondation Louis Vuitton à Paris.

## Sanctions
Le 15 mars 2022, Piotr Aven a été placé dans la liste des sanctions britanniques à la suite de l'invasion de l'Ukraine par la Russie.

## Vie privée
Piotr Aven était marié à Elena Aven depuis environ 30 ans, mais en 2015, sa femme est décédée à cause d'un thrombose,. En 1987, Elena était enceinte, mais elle a perdu son enfant à cause d'une erreur des médecins. Avec Elena, Piotr a deux enfants - les jumeaux Denis et Darya.